# トラヴィス・ポーター
トラヴィス・ポーター (Travis Porter)とは、ジョージア州のヒップホップグループである。2008年結成。2012年にアルバム『From Day 1』でデビューを飾った。

## 現在のメンバー
- アリ (Ali)

クイズとは、義兄弟。
- クイズ (Quez)
- ストラップ (Strap)

## ディスコグラフィー

### アルバム
| 発売日        | タイトル   | 販売レーベル     | 全米ビルボードアルバムチャート最高位 | セールス/ゴールド等認定 |
| 2012年8月14日 | From Day 1 | Porter House/RCA | 16位                                 | 4万枚                   |